# Manuel Díaz de Arcaya
Manuel Díaz de Arcaya y González de Echávarri (Vitoria, País Vasco, 10 de junio de 1841-Zaragoza, Aragón, 26 de enero de 1916) fue un naturalista, docente y escritor español. Perteneció a diferentes sociedades científicas, entre ellas la Sociedad Española de Historia Natural y la Sociedad Científica de Bruselas. Se interesó, asimismo, por el patrimonio del territorio histórico alavés y exploró diferentes facetas de la literatura.

## Biografía
Nacido en Vitoria, comenzó allí sus estudios, donde recibió el título de Bachiller en Artes. Sus estudios universitarios los completó a caballo entre Valladolid y Madrid. Se presentó a las oposiciones y en 1870 consiguió la cátedra de Historia Natural en el Instituto de Ávila. Siete años más tarde, en 1877, se mudó a Zaragoza para trabajar en el instituto de la capital aragonesa, que dirigió entre los años 1902 y 1916.
Falleció en Zaragoza en 1916.

## Obra
Gran parte de sus obras eran trabajos científicos que usaba de manera didáctica con sus alumnos, entre los que destacan Principios de Fisiología Humana e Higiene y Elementos de Historia Natural. Además, también dedicó multitud de páginas a la historia, cultura y patrimonio de Álava, razón por la que le fue concedido el título de cronista. En este campo, sobresalen Dos poetas alaveses del siglo XIV y Leyendas Alavesas. Díaz de Arcaya exploró también otras facetas; así, escribió obras como Cuadros infantiles o Sueños del alma.
A raíz de su pasión por el territorio histórico de Álava, impulsó la restauración de las basílicas de Nuestra Señora de Estíbaliz y San Andrés.